# Spøttrup
Spøttrup was tot 2007 een gemeente in Denemarken. De oppervlakte bedroeg 189,46 km². De gemeente telde 7902 inwoners waarvan 4074 mannen en 3828 vrouwen (cijfers 2005). Spøttrup werd in 2007 toegevoegd aan de vergrote gemeente Skive.